# 斯維布洛湖
56°10′14″N 29°06′00″E / 56.17056°N 29.10000°E
斯維布洛湖（俄语：Свибло），是俄羅斯的湖泊，位於該國西北部，由普斯科夫州負責管轄，處於謝別日區，面積13.5平方公里，集水區面積104.5平方公里，平均水深3.5米，最大水深11米。